# Luis María de la Torre de la Hoz
Luis María de la Torre y de la Hoz (Anaz, 24 de maig de 1827 - Madrid, 30 de juliol de 1901) fou un advocat i polític espanyol, va ser ministre de Gracia i Justícia durant la regència de Maria Cristina d'Habsburg-Lorena.

## Biografia
Després d'estudiar en el Reial Seminari de Nobles i en el Col·legi Borbó de París, es va doctorar en 1849 en Dret per la Universitat Central de Madrid.
Diputat en el Congrés dels Diputats des de 1858 per la circumscripció de Segòvia, es retira de la política activa amb la Revolució de 1868 no retornant-ne fins a la Restauració quan, representant al Partit Conservador, obté novament un escó per Segòvia en les eleccions generals espanyoles de 1876 encara que en renunciaria en ser escollit senador vitalici en 1877.
El 1891-1893 i 1896-1898 va ser vicepresident del Congrés dels Diputats, i de març a octubre de 1899 fou governador del Banc d'Espanya. Va ser ministre de Gracia i Justícia entre el 24 d'octubre de 1899 i el 18 d'abril de 1900 en un gabinet Silvela.
En 1875 va rebre el títol de Comte de Torreanaz i entre altres va ocupar els càrrecs de director general de Registres, conseller d'Estat, governador del Banc d'Espanya (1899). Membre de l'Orde de Calatrava va ser acadèmic de la Reial Acadèmia de Ciències Morals i Polítiques i cavaller mestrant de la Real Maestranza de Caballeria de Ronda.

## Obres
- Los Consejos del Rey en la Edad Media (Madrid, 1884 i 1892)
- Los antiguos gremios (Madrid, 1866)
- Les Conseils d'Etat (París, 1873).